# Noces de soufre
Pour le roman, voir Noces de soufre (roman).
Noces de soufre est un téléfilm français réalisé par Raymond Vouillamoz, diffusé en 1984 dans le cadre de la série télévisée Série noire sur TF1.

## Fiche technique
- Titre : Noces de soufre
- Réalisation : Raymond Vouillamoz
- Scénario : Jean Amila d'après son roman éponyme, Raymond Vouillamoz
- Musique : Louis Crelier, Serge Franklin
- Durée : 86 minutes
- Date de diffusion : 27 octobre 1984

## Distribution
- Agnès Soral : Anne Letellier
- Jean-Luc Bideau : André Letellier
- Jean Bouise : L'inspecteur Verdier
- Capucine : La veuve Castagner
- Michèle Gleizer : Françoise Renaud
- Jean-Claude Weibel : Brignon
- Claude-Inga Barbey : Thérèse Gerbaut
- Hugues Quester : L'inspecteur Secrétan
- Arthur Grosjean : L'inspecteur Gendron
- Patrick Sabourin : Jean-Pierre Castagner
- Roger Jendly : Charles Renaud